# シロキクラゲ
シロキクラゲ（白木耳、学名: Tremella fuciformis）は、シロキクラゲ科シロキクラゲ属の小型から中型のキノコ（菌類）。主に日本と中国で食用とされている。和名の由来は、色が白くてキクラゲのなかまであることによる。

## 生態
日本の本州以南、東南アジア、北アメリカ、南アメリカ、オーストラリアなど、世界的に温帯から熱帯までの広い地域に分布する。
日本では春から秋にかけて、シイ・カシ林やコナラの雑木林などで、広葉樹倒木や枯枝、枯れ木に発生する。キクラゲ（木材腐朽菌）とは異なり、他の菌類、特にクロコブタケ（シイタケの害菌）という黒い粒状の子囊菌類に寄生する菌寄生菌であり、シイタケやナメコの栽培用ほだ木に発生することもある。このキノコは発生している周辺を見れば、黒いクロコブタケがどこかにいる。
菌類は通常、胞子が発芽すると菌糸状になるが、シロキクラゲ類は、つぶつぶした酵母状のものが増えるだけという、珍しい特徴をもっている。

## 形態
子実体はゼリー質（ゼラチン質）でやわらかく、白く半透明。形は不規則で、八重咲きの花びら状やとさか状の塊、あるいは耳状の集団と表現される。通常、大きさは径3 - 10センチメートル (cm) ほど、高さは5 cmほどになる。乾くと小さく縮まり、固く軟骨状になる。裂片は波状に不規則に切れ込む。裏表の区別はなく、両面に胞子ができる。
子実体を構成する菌糸は一菌糸型で、菌糸隔壁にはクランプを有する。担子器は類球形から倒卵形で、縦方向に十字の隔壁で2 - 4室に仕切られる。担子胞子は6 - 9.5 × 5 - 7マイクロメートル (μm) の類球形から倒卵形で平滑、無色、非アミロイド性。胞子紋は白色。

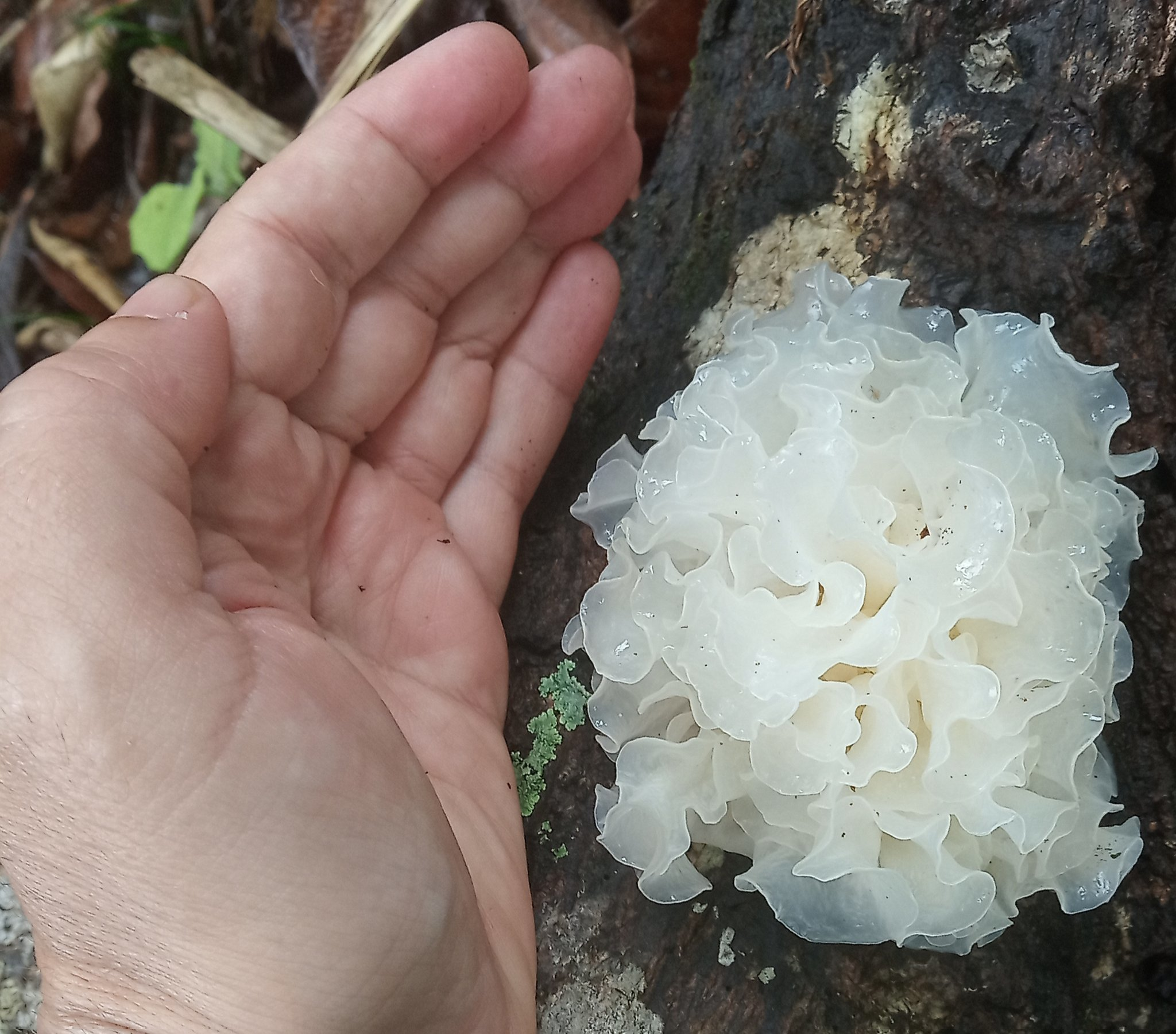
子実体は、八重咲きの花びら状で白く半透明
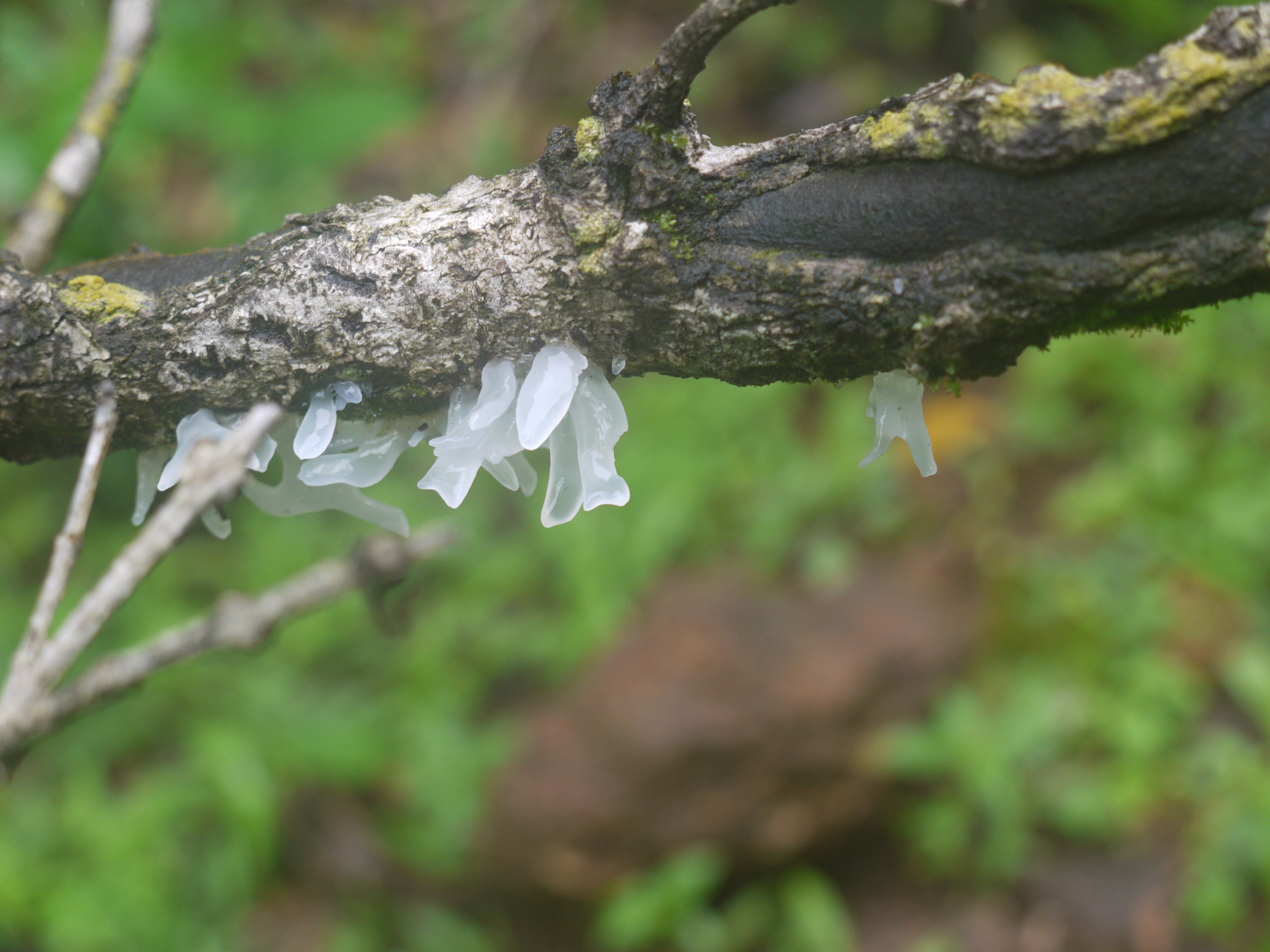
枯れ枝に発生した幼菌

## 食用
主に中華料理の食材として栽培される。中国では｢銀耳｣（ンガッイー）と呼ばれて栽培され、通常は乾燥品として出回っている。市場に出回っている薄い黄白色のかたい皮状の乾燥品は、キクラゲと同様に水で戻し、湯通しして使う。
風味は少しもクセがなく、なめらかば口当たりと独特の歯触りが特徴だが、自身には味がない。さっと茹でて、主にスープの浮き実やシロップ漬けにしてデザートなどにされる。惣菜の海藻サラダに交じってシロキクラゲが使われることもある。中国では燕の巣のスープのあとに食べたという。一方、中国では薬用にもされており、不老長寿の薬としても珍重されている。
シロキクラゲは、血中や肝臓のコレステロールを低下させる効果が高いとされており、動脈硬化、心臓発作に効果的であると言われており、シロキクラゲを利用した料理として中華料理の銀耳羹（シロキクラゲのスープ）などがある。

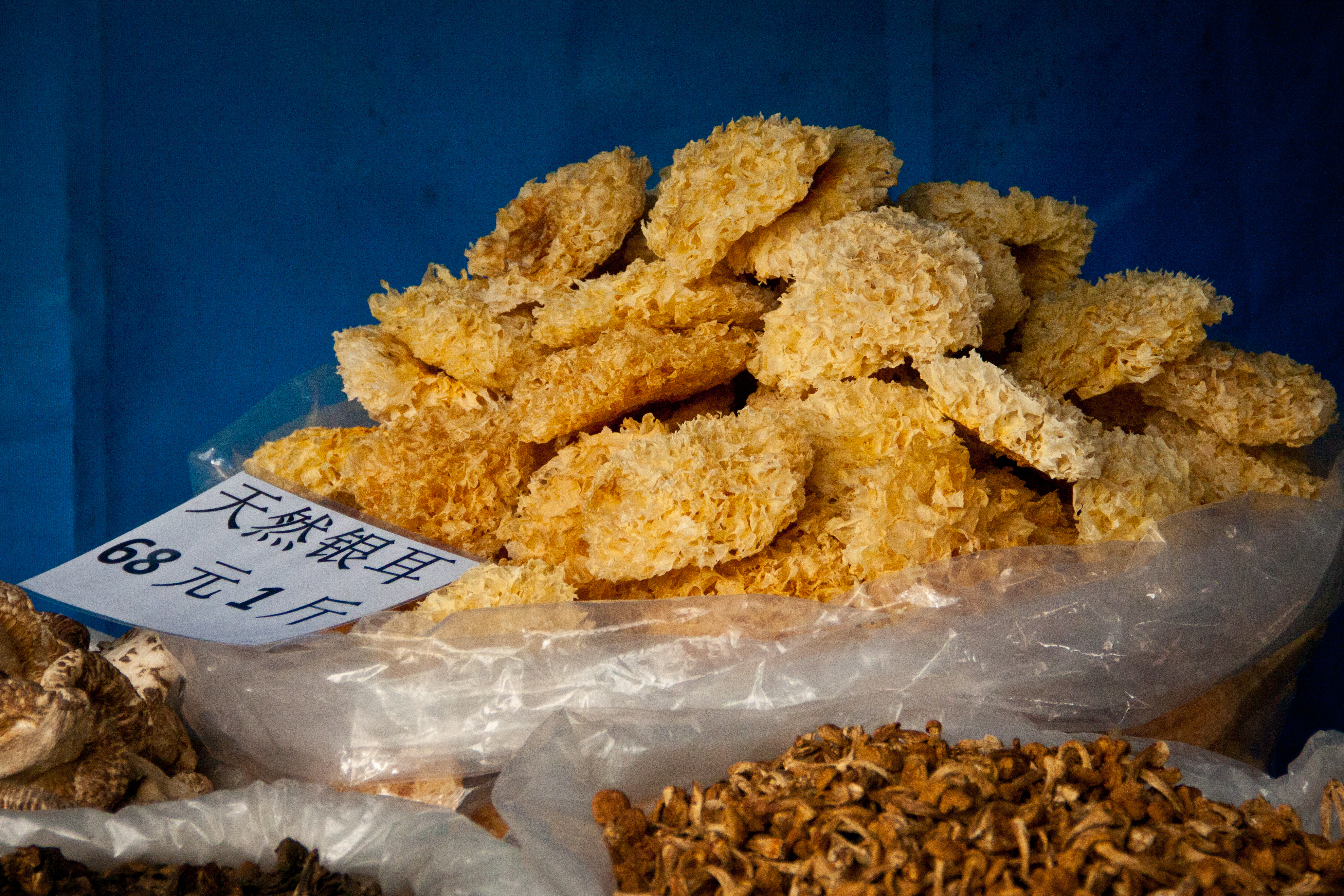
「銀耳」（ンガッイー）として中国で売られているシロキクラゲ
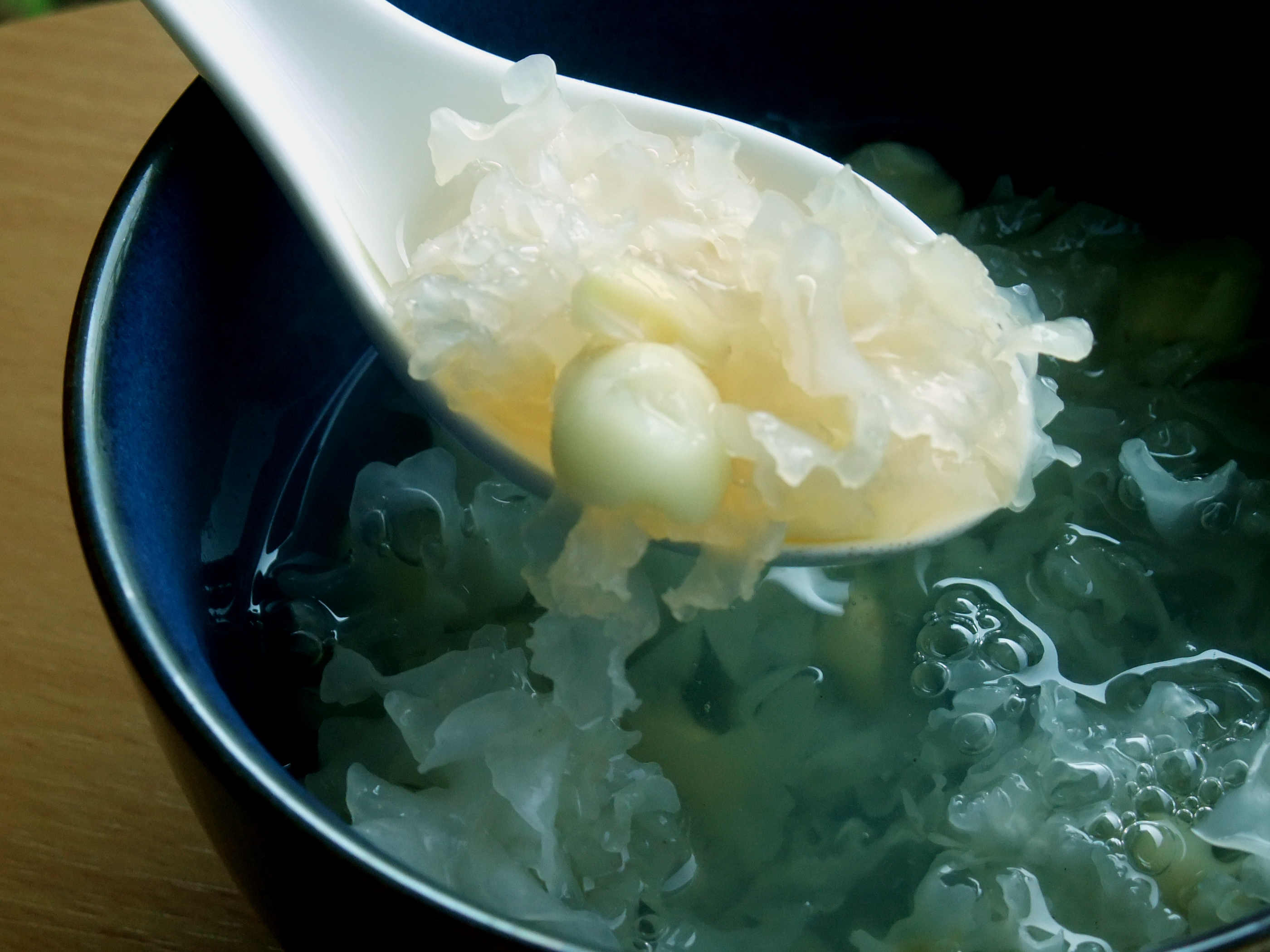
シロキクラゲを使った中国のデザート
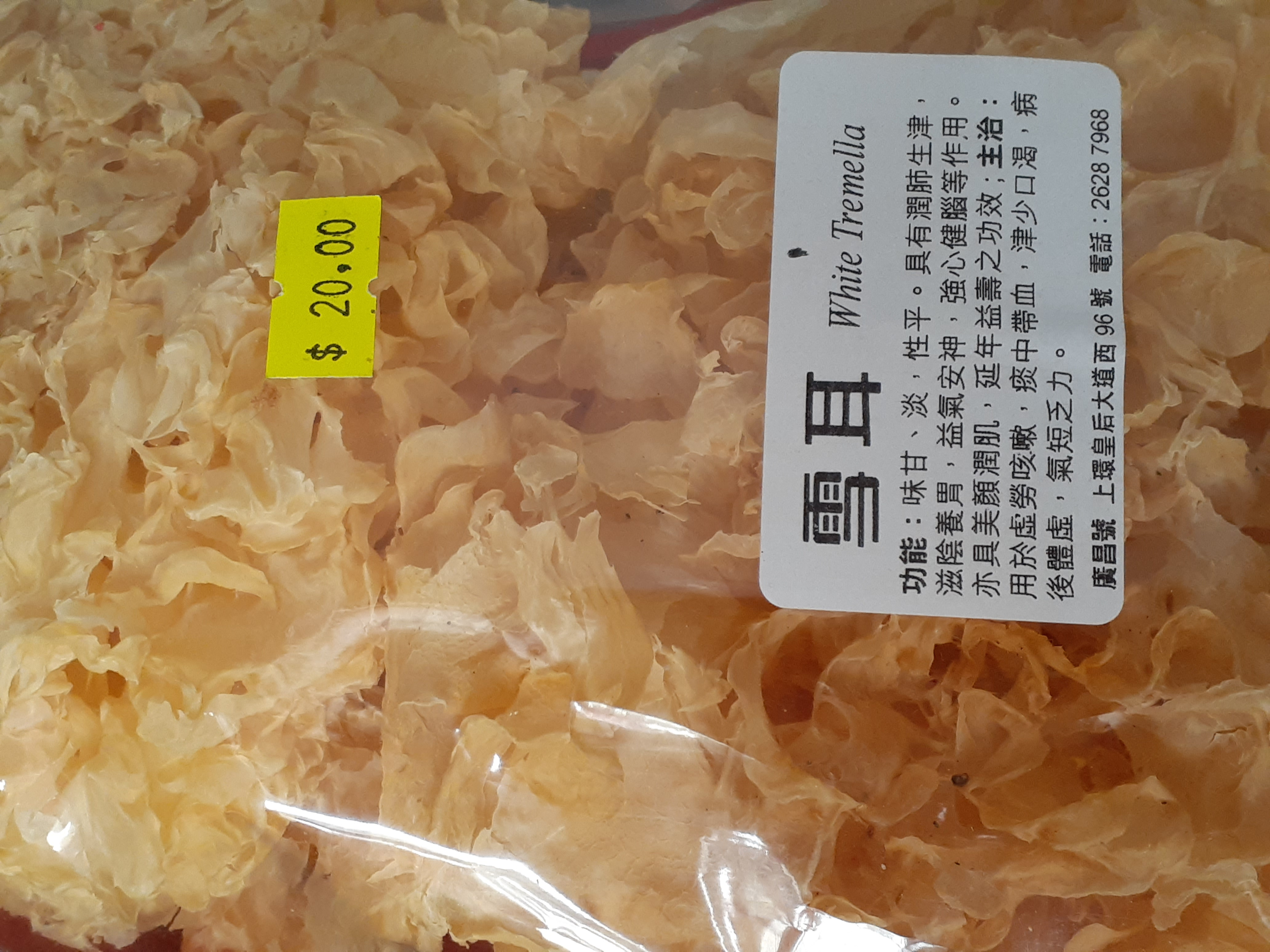
薬膳食材「雪耳」（シュッイー）として販売もされている（香港）

## 類似種
日本には本種の類似種として、Tremella yokohamensis（和名なし）が分布する。